# 北京江西会馆
北京江西会馆是江西人士在北京设立的全省性会馆，共计12座（包括府县会馆共计120座），数量居各省之首。
在12处江西会馆中，面积最大、影响最大的一座，坐落于宣武门外大街与前青厂胡同东南侧，原址现为长城瑞洋大厦和海格国际大厦，旧门牌为宣武门外大街28号。这座江西会馆的北面为陕西韩城南馆、北馆，对面为安徽歙县会馆。这座江西会馆的创建人是乾隆元年（1736年）丙辰科二甲第二名进士、吏部侍郎、内阁学士曹秀先。他在乾隆三年（1738年）移居米市胡同，将原宅捐为江西会馆。至清末会馆最终占地7.68亩，房屋254.5间。会馆建筑考究，磨砖雕花门楼，临街为西洋式楼房，外有铁栏围墙。会馆院内有两座举子楼，一座值年执事楼；戏楼坐西朝东，为三面环绕的双层看楼，戏台前有罩棚，可容纳2000多人。会馆门前的楹联“具是宦游人，从大江南北来，追忆昔贤犹，传鹿洞学规，蠡滨政迹；曾为节度使，登山麓左右望，言瞻如故里，见白门烟树，黄海云涛。”
民国初年北洋时期，江西会馆戏楼对外开放，会馆成为一处重要的社会活动场所。社会名流常出入江西会馆，在这里看戏、集会、议事以及举办宴席。1916年11月，政学会在江西会馆召开成立会。1918年10月20日，中法协进会在此成立。1923年，陈师曾追悼会在江西会馆举行。
1950年代，江西会馆改为宣武区缝纫合作社厂址。1972年改为北京市第三服装厂。江西会馆的旧貌一直保持到1980年代。长城风雨衣公司占用江西会馆后，将会馆所有遗迹被全部夷平，临街建造十层营业大楼，占用的88号院，则建起“海格国际大厦”。